# Cantos de Lisboa
Cantos de Lisboa : festas da cidade 1935 foi publicado em Lisboa,  no ano de  1935, pela Tipografia da Empresa Nacional de Publicidade,  com um total de 29 páginas. Escrita em verso por Castelo de Morais, tem prefácio na 1ª página por Francisco Nogueira de Brito e ilustrações do grande mestre Bernardo Marques em conjunto com Luís Teixeira e Ferreira de Albuquerque. Existe um exemplar na rede de Bibliotecas municipais de Lisboa e no Gabinete de Estudos Olisiponenses e é considerado uma "raridade bibliográfica".